# Fg (Unix)
fg (abréviation de foreground) est une commande de contrôle des tâches pour Unix et les systèmes Unix-like qui reprend l'exécution de processus suspendus en arrière-plan avec ses flux d'entrée et sortie standards redirigés vers le terminal de l'utilisateur. fg fait partie de l'extension UP de POSIX et n'est pas nécessairement disponible sur un système conforme.